# باربورا شومووا
باربورا شومووا (چکی: Barbora Šumová؛ زادهٔ ۱۷ فوریهٔ ۱۹۹۵)  تیرانداز زن اهل جمهوری چک است.
وی در مسابقات کشوری و بین‌المللی در مجموع برندهٔ ۱ مدال نقره شده‌است.